# Atrophaneura mariae
Pachliopta mariae là một loài bướm ngày thuộc họ Bướm phượng, được tìm thấy ở. 
Sải cánh dài 100–110 mm. Cánh nhìn chung màu đen với các đốm đỏ và các mác trắng. Ấu trùng ăn loài Aristolochia.

## Phân loài
- Atrophaneura mariae mariae (Philippines: Bohol, Cebu, Leyte, Mindanao, Panaon, Samar)
- Atrophaneura mariae almae (Semper, 1891) (Philippines: Luzon, Polillo)
- Atrophaneura mariae camarines Schröder & Treadaway, 1978 (Philippines: Luzon)